# Valdorros
Valdorros és un municipi de la província de Burgos a la comunitat autònoma de Castella i Lleó. Forma part de la Comarca del Arlanza. Un dels seus atractius és el Valdorrock, festival de rock on hi ha participat grups espanyols com Tierra Santa, Barón Rojo, Obús o Saratoga.
| 1991 | 1996 | 2001 | 2004 |
| ---- | ---- | ---- | ---- |
| 100  | 124  | 125  | 168  |